# Mateo Peñaloza Cecconi
Mateo Peñaloza Cecconi (* 1995) ist ein deutscher Sänger klassischer Musik, Chorleiter und Dirigent.

## Frühe Jahre
Mateo Peñaloza Cecconi begann seine musikalische Karriere bei den Freiburger Domsingknaben und war Jungstudent für Gesang bei Reginaldo Pinheiro an der Hochschule für Musik Freiburg. Im Jahr 2011 besuchte er das Conservatorio Giuseppe Verdi in Mailand, Italien und gewann im Jahr 2012 im Alter von 17 Jahren beim Bundeswettbewerb im Bereich Oper/Operette/Konzert in Berlin den Förderpreis des Wettbewerbs über 1600 Euro. Er studierte weiterhin Gesang in Freiburg und parallel Chorleitung bei Frank Markowitsch an derselben Hochschule. In der Spielzeit 2016/2017 arbeitete er als musikalischer Assistent des Chordirektors am Theater Freiburg und führte zum Wintersemester 2017 sein Gesangsstudium im Mastergang fort. Im Talent Campus des Philharmonischen Chors Berlin gehörte Peñaloza Cecconi im Jahr 2016 mit zu den Preisträgern unter den Solisten.

## Berufliche Karriere
Peñaloza Cecconi sang regelmäßig freiberuflich in verschiedenen Ensembles wie dem Vocalensemble Rastatt oder in der Zürcher Sing-Akademie sowie in der Vokalakademie Berlin und der Vokalakademie Freiburg und solistisch wie zum Beispiel in der Berliner Philharmonie in den Jahren 2016, 2017 und 2019.
Von Juli 2018 bis Juli 2020 war Peñaloza Cecconi Chorleiter des Collegium Musicum in Baden-Baden, das seit 1979 besteht.
Von September 2020 bis 2022 wurde er an der Staatsoper Stuttgart als Repetitor für den Staatsopernchor engagiert. Während dieser Zeit schloss er im Juli 2022 bei Rasmus Baumann sein Kapellmeisterstudium an der Hochschule für Musik und Darstellende Kunst Stuttgart ab. Im Juli 2021 übernahm er zwischendurch die Choreinstudierung für René Jacobs und das Freiburger Barockorchester mit Cosi fan tutte auf Konzerttournee auf den Kanarische Inseln.
Zur Spielzeit 2022/2023 folgte bei ihm ab August 2022 in seinem Karrierelauf die Übernahme der Position des Solorepetitors mit Dirigierverpflichtung am Musiktheater im Revier in Gelsenkirchen und ab Frühjahr 2022 die Leitung des Städtischen Chors in Recklinghausen.
Zur Spielzeit 2023/2024 übernahm er zusätzlich die Position als Chorleiter und Dirigent beim Philharmonischen Chor Bochum, wo er im März 2024 seinen ersten großen Auftritt als Dirigent im Anneliese Brost Musikforum Ruhr mit dem Stück Paulus op. 36 Oratorium für Soli, Chor und Orchester von Felix Mendelssohn Bartholdy haben wird.